# 중력광자
이론물리학에서, 중력광자(重力光子, 영어: graviphoton 그래비포톤[*])는 중력자와 연관된 벡터 게이지 보손이다.

## 칼루차-클라인 이론에서의 중력광자
칼루차-클라인 이론에서는 일반적으로 고차원의 중력장 성분 중 일부가 4차원에서 벡터 입자를 이룬다. 이런 입자들을 중력광자라고 한다. 예를 들어, 가장 간단한, 5차원 시공간을 4차원으로 축소하는 경우를 생각해 보자. 이 경우 5차원 중력장 {\displaystyle G_{MN}}을 다음과 같은 4차원 성분으로 분해할 수 있다.
{\displaystyle G_{MN}={\begin{pmatrix}G_{\mu \nu }&G_{\mu 4}\\G_{4\mu }&G_{44}\end{pmatrix}}}
여기서 {\displaystyle M,N=0,1,2,3,4}이고, {\displaystyle \mu ,\nu =0,1,2,3}이다. 즉, {\displaystyle G_{\mu \nu }}는 4차원 계량 텐서(중력자)이다. 또한, {\displaystyle G_{\mu 4}=G_{4\mu }=A_{\mu }}는 4차원 벡터장을 이루는데, 이를 중력광자라고 한다. {\displaystyle G_{44}}는 간혹 라디온이라고 불리는 4차원 스칼라장을 이룬다.
고차원에서의 미분동형사상 게이지 대칭은 4차원에서 중력광자의 양-밀스 게이지 대칭으로 나타난다. 즉, 중력광자는 게이지 보손을 이룬다.

## 확장 초대칭에서의 중력광자
4차원 {\displaystyle {\mathcal {N}}=2} 초중력 이론에서, 중력자 초다중항은 중력자와 그래비티노 말고도, 벡터장과 스칼라장을 포함한다. (즉, {\displaystyle {\mathcal {N}}=2} 중력자 초다중항은 {\displaystyle {\mathcal {N}}=1} 중력자 초다중항과 {\displaystyle {\mathcal {N}}=1} 벡터 초다중항으로 이루어져 있다.) 중력자 초다중항에 포함된 벡터장을 중력광자라고 한다.
4차원 확장 초대칭 이론은 대개 고차원 초대칭 이론을 칼루차-클라인 이론으로 축소화하여 얻을 수 있다. 이 경우 (확장 초대칭) 중력광자는 대개 칼루차-클라인 중력광자와 같다.

## 같이 보기
- 라디온